# The Vaudry Jewels
Pour plus de détails, voir Fiche technique et Distribution.
The Vaudry Jewels est un film muet américain réalisé par Burton L. King, sorti en 1915.

## Fiche technique
- Titre : The Vaudry Jewels
- Réalisation : Burton L. King
- Scénario :
- Producteur :
- Société de production : Universal Film Manufacturing Company
- Société de distribution : Universal Film Manufacturing Company
- Pays de production :  États-Unis
- Langue : Anglais américain
- Format : Noir et blanc — 35 mm — 1,33:1 — Muet
- Métrage : 600 mètres (2 bobines)
- Genre : Film dramatique
- Durée : 20 minutes
- Dates de sortie : 
  - États-Unis : 11 février 1915

## Distribution
- Edna Maison :	Mme Vaudry
- Beatrice Van : La femme de chambre de Mme Vaudry
- Ray Gallagher (en) : Dudley Crisp
- Eugene Derne : Chef McMahon